# St. Kunigund (Pottenstein)

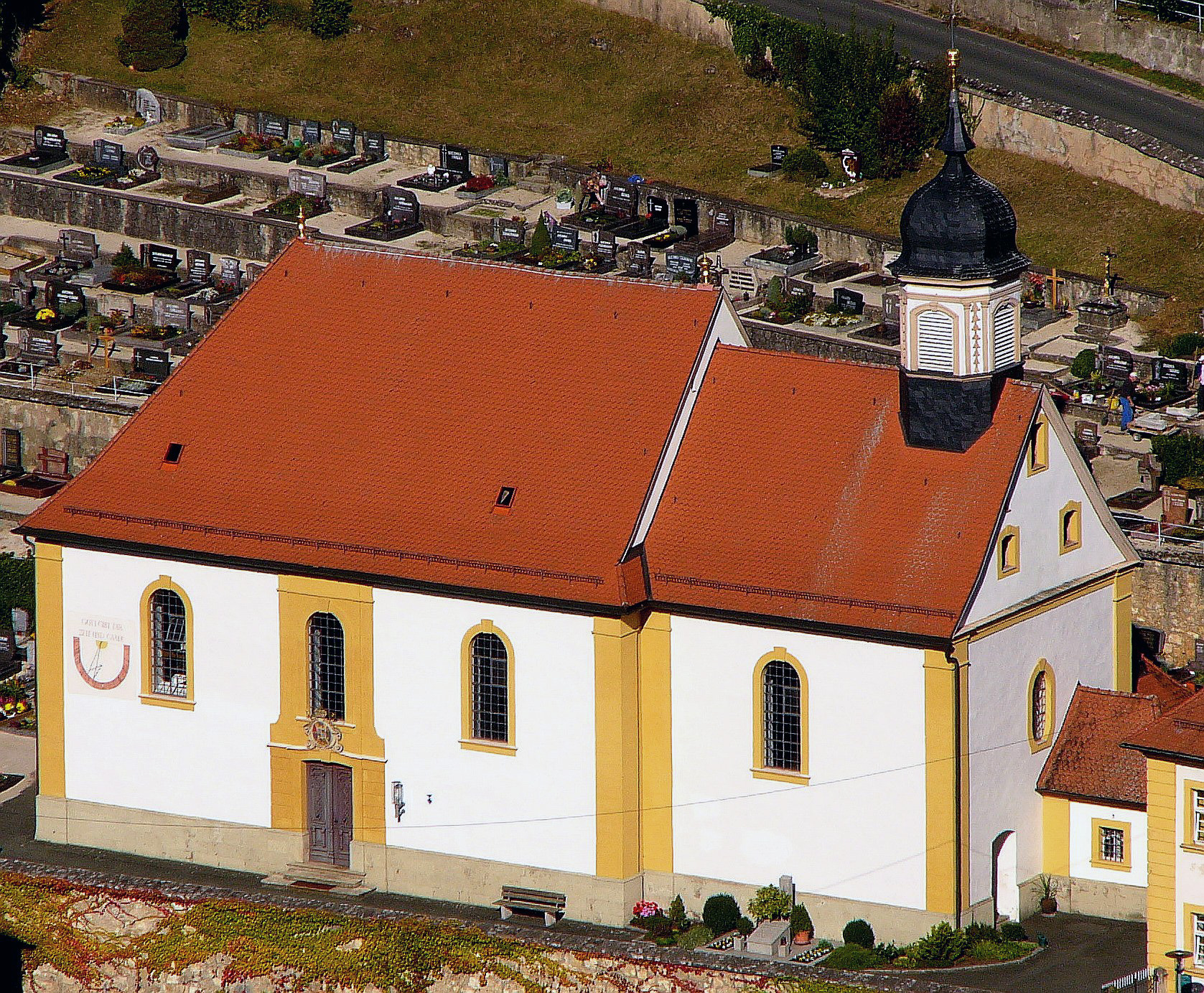
Außenansicht der Kunigundenkirche

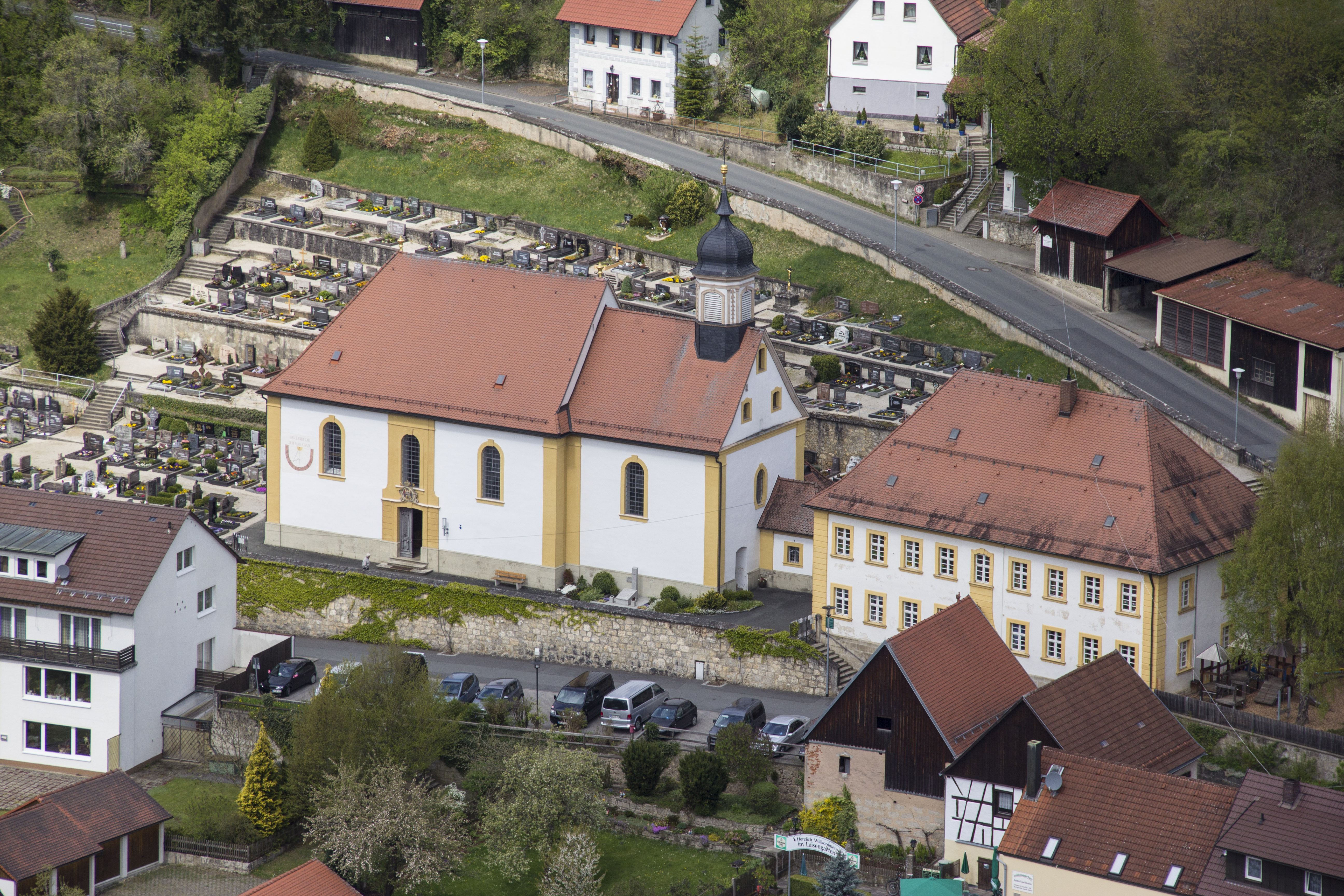
Kirche mit angrenzendem ehemaligen Spital

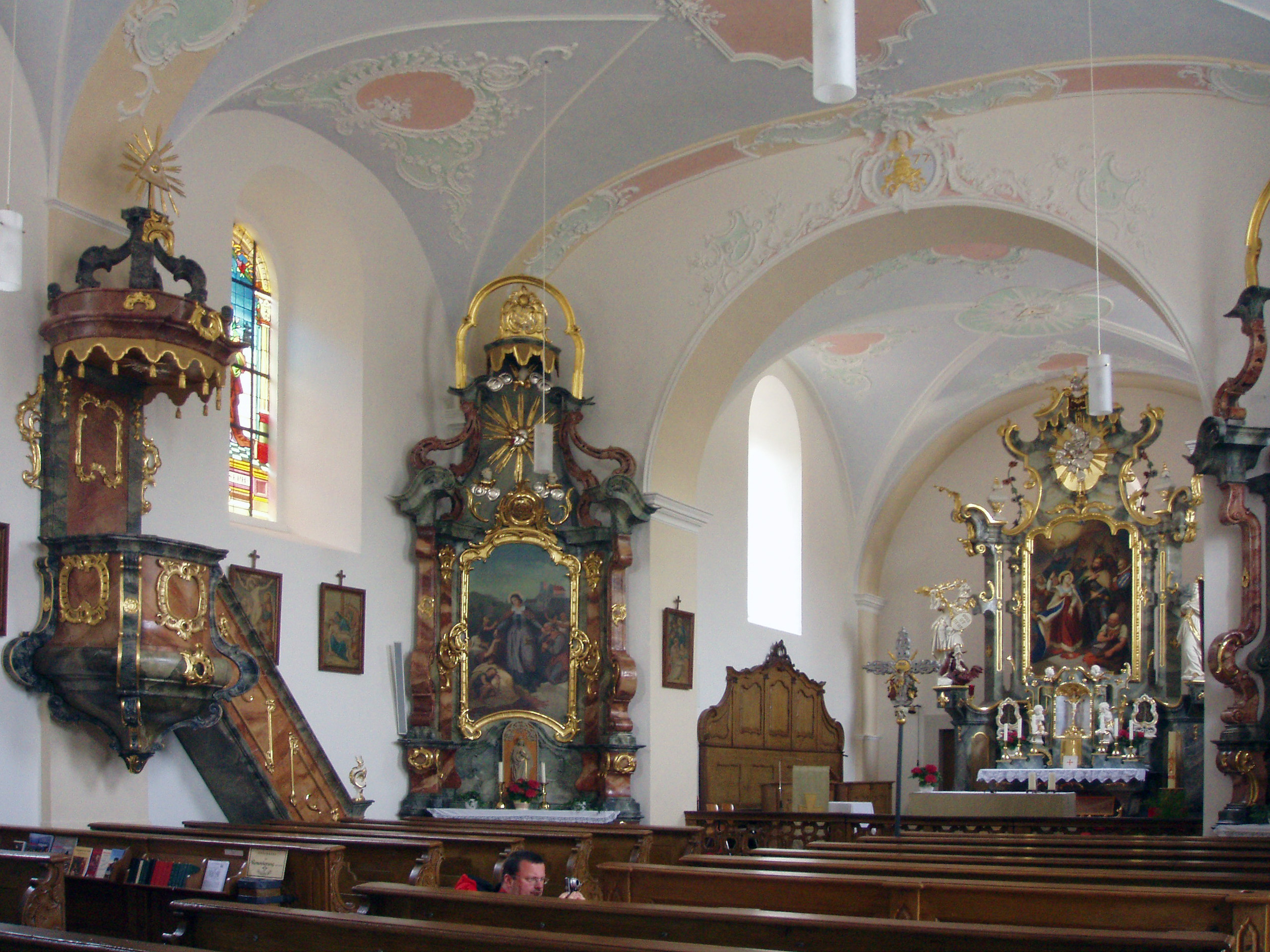
Innenansicht der Kunigundenkirche

Die Kunigundenkirche im oberfränkischen Pottenstein ist eine katholische Kirche aus dem 18. Jahrhundert. Sie ist der heiligen Kunigunde geweiht, der Gründerin des Bistums Bamberg. Heute wird die Kirche als Friedhofskirche genutzt. Sie bildet mit dem benachbarten ehemaligen Elisabeth-Spital eine bauliche Einheit.

## Geschichte
Nach zwei Vorgängerbauten – die erste Kapelle dürfte um 1300 an dieser Stelle erbaut worden sein – wurde die Pottensteiner Kunigundenkirche zwischen 1775 und 1777 von Ulrich Förtsch aus Pottenstein erbaut. Sie befindet sich auf dem terrassenförmig angelegten Friedhof.

## Beschreibung
Äußerlich ist sie im Stil des Spätbarocks gehalten und trägt über ihrem südlichen Eingang das Wappen des Bamberger Fürstbischofs Adam Friedrich von Seinsheim.
Die Ausstattung ist teils dem Rokoko, teils dem Frühklassizismus zuzurechnen. Der Hauptaltar aus den Jahren 1777/78 stammt von Melchior Günther und Bernhard Kamm. Er wird von den Statuen des heiligen Michael als Drachentöter und der heiligen Elisabeth mit dem Bettler flankiert; diese Bildnisse sind das Werk eines Bamberger Hofbildhauers.

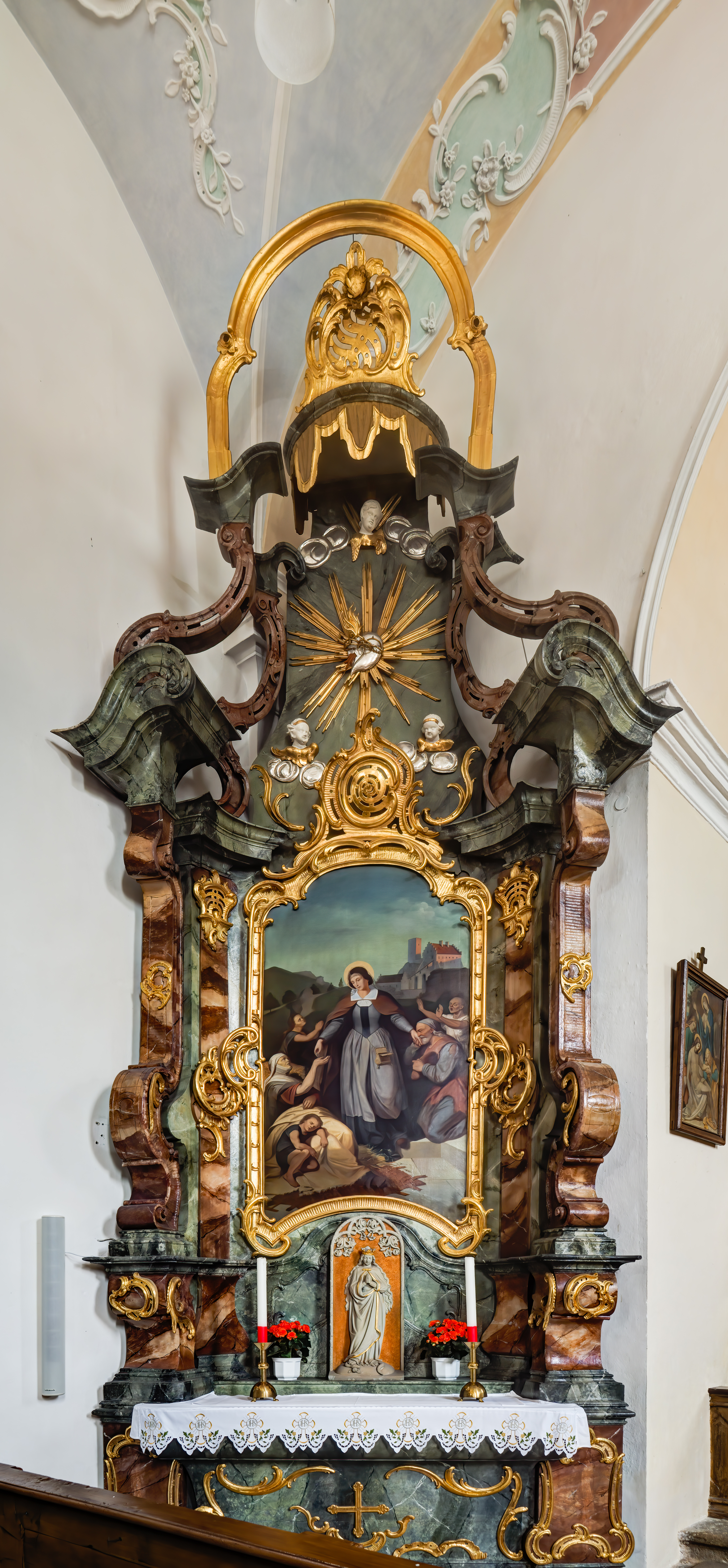
Linker Seitenaltar
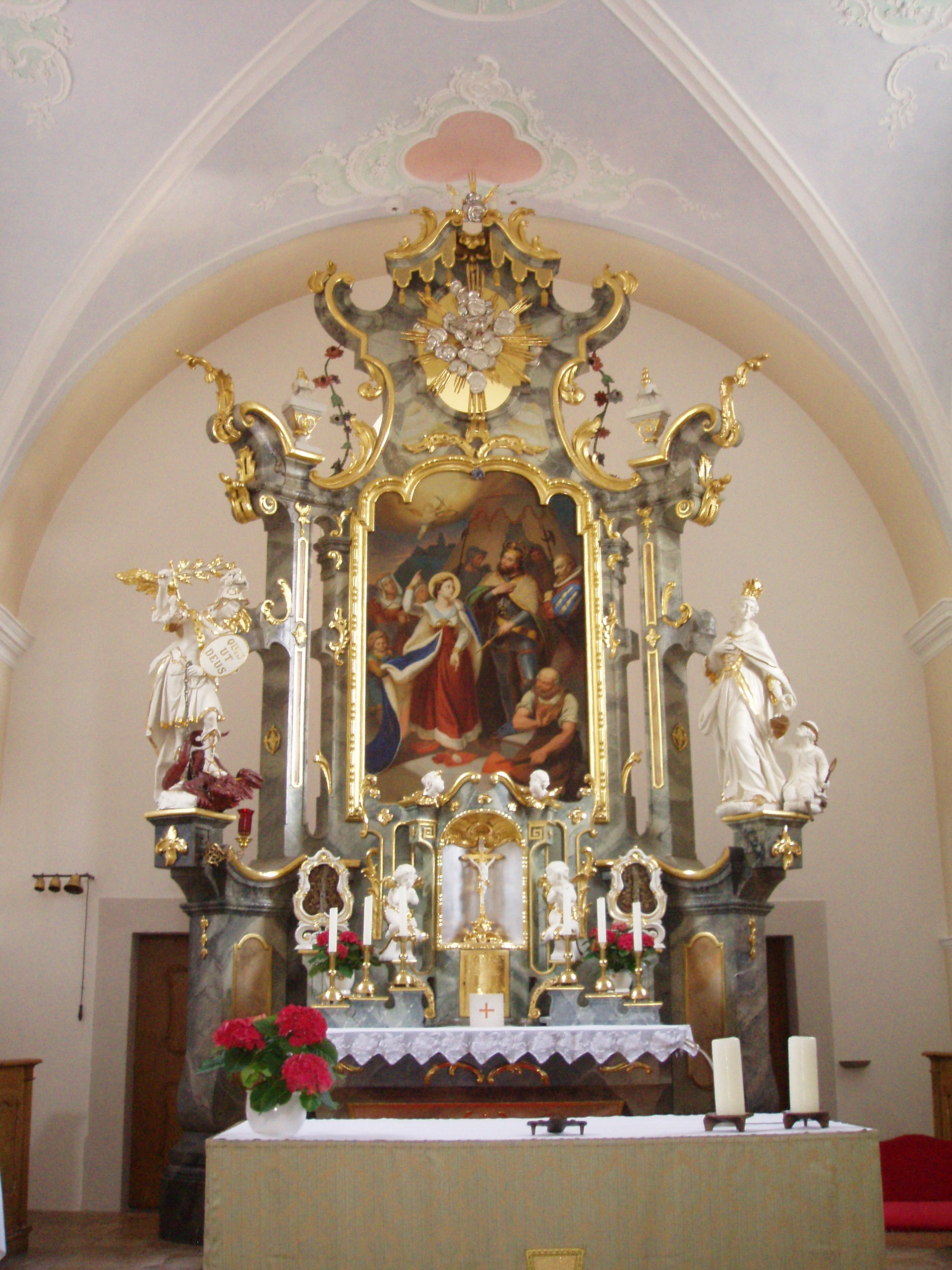
Hauptaltar
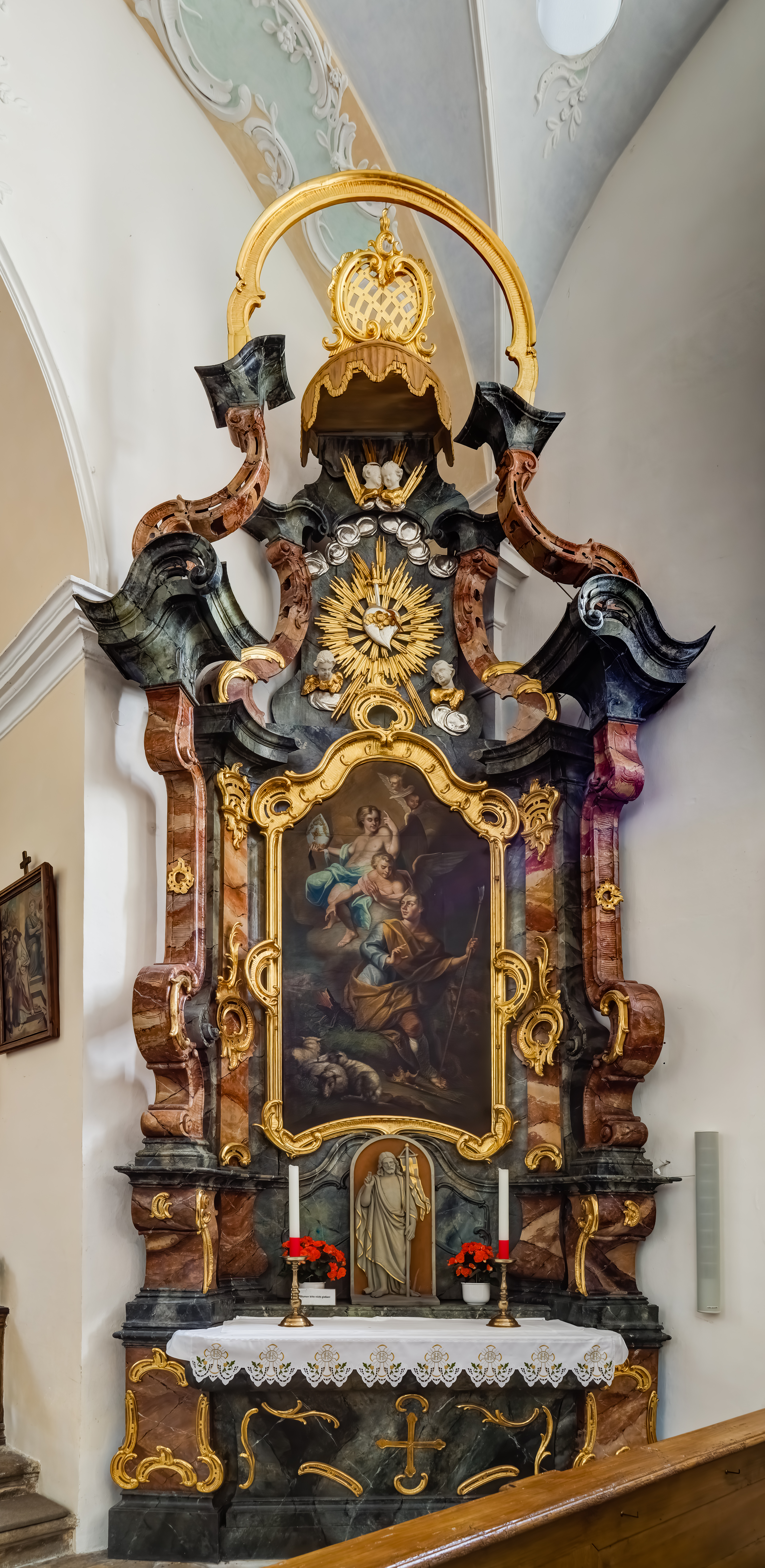
Rechter Seitenaltar

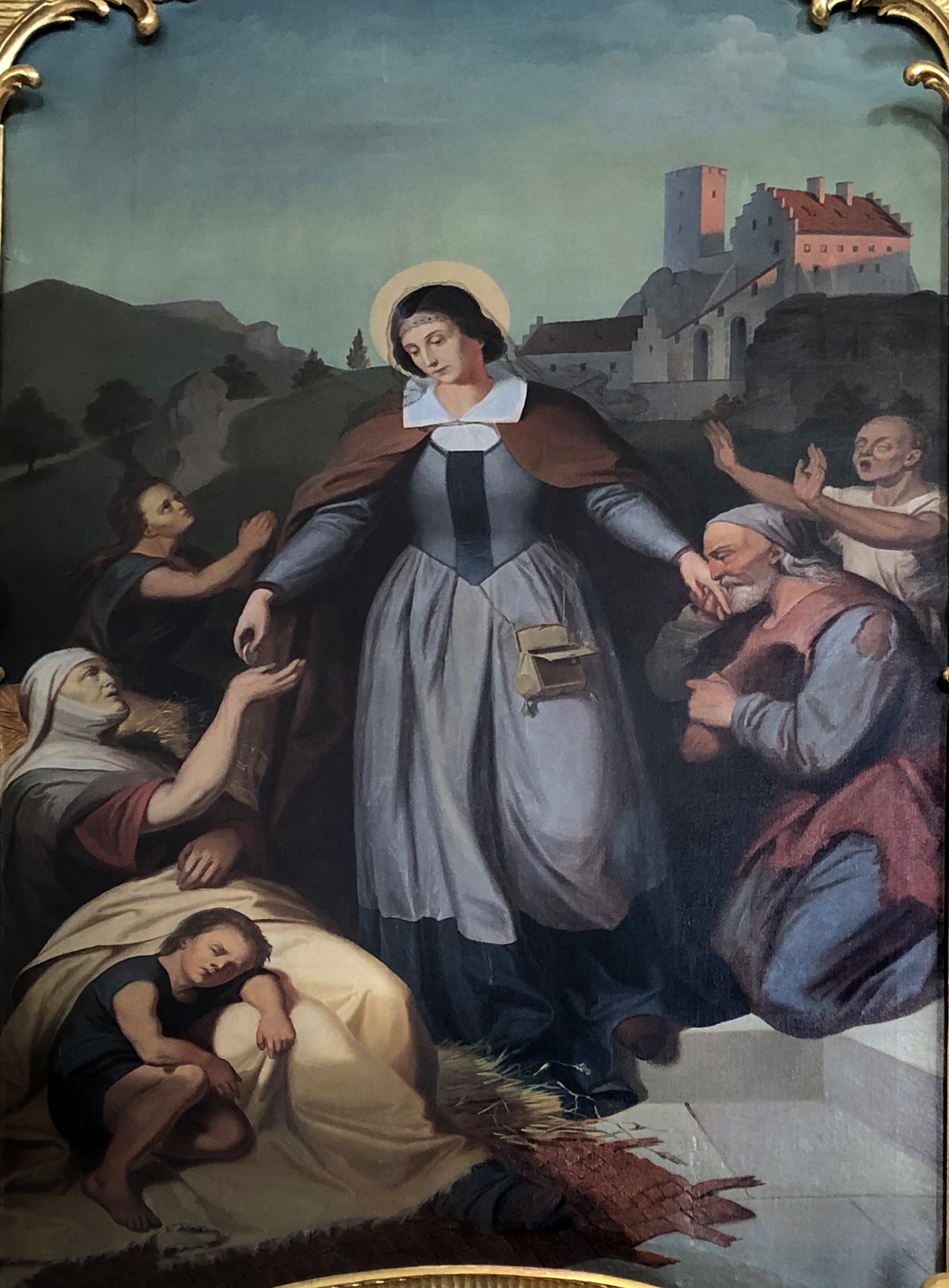
Altarbild des linken Seitenaltars: Heilige Elisabeth mit Burg Pottenstein

Die Seitenaltäre und die Kanzel stammen von dem Pottensteiner Schreiner Weißenberger und dem ebenfalls ortsansässigen Bildhauer Rupert; sie wurden 1780 angefertigt.  Das rechte Altarbild stellt den Schutzpatron der Bauern, den heiligen Wendelin, dar.

Interessant ist insbesondere das linke Altarbild, auf dem die heilige Elisabeth und im Hintergrund die Burg Pottenstein mit dem damals noch vorhandenen Bergfried zu sehen sind. Elisabeth trägt schlichte Gewänder und reicht Bedürftigen ihre Gaben. Der offene Beutel ist das Symbol ihrer Freigiebigkeit.

Auch die Orgelempore ist ein Werk Weißenbergers. Ihre Brüstung wird von zwei marmorierten Holzsäulen getragen. Die Orgel wurde in der zweiten Hälfte des 19. Jahrhunderts gebaut.